# Exactitate și precizie

Reprezentare grafică a preciziei, în comparație cu acuratețea

Exactitatea (sau acuratețea) și precizia sunt noțiuni care definesc calitatea unei măsurări în sens metrologic, pe baze statistice. Acuratețea indică cât de apropiate sunt anumite rezultate de valoarea lor considerată a fi reală, iar precizia indică cât de apropiate sunt rezultatele unele față de altele. Astfel, precizia este un indicator pentru erorile de măsurare.

## Noțiuni din vocabularul standard al metrologiei
Organizația Internațională de Metrologie Legală (en) a definit expres unele noțiuni legate de exactitatea și precizia de măsurare în standardul OIML V 2-200 a cărei traducere oficială în limba română este SR Ghid ISO/CEI 99: 2010.
- Bias-ul unui instrument de măsurare indică deviația de la realitate (inexactitatea) sa. Bias este un cuvânt englez care se traduce cu predilecție, părtinire, înclinare ș.a. Ca valoare bias-ul este egal cu media indicațiilor repetate minus o valoare de referință a mărimii.
- Bias-ul de măsurare este o estimare a unei erori de măsurare sistematice.
- Bugetul incertitudinii reprezintă declararea unei incertitudini a măsurării, a componentelor sale și a calculelor și combinărilor acestora.
- Corecția este o compensare a unui efect sistematic estimat.
- O evaluare de tip A a incertitudinii măsurării este o evaluare a unei componente a incertitudinii măsurării printr-o analiză statistică a valorilor măsurate ale mărimii obținute în condiții de măsurare definite.
- O evaluare de tip B a incertitudinii măsurării este o evaluare a unei componente a incertitudinii măsurării determinate prin alte mijloace decât o evaluare de tip A a incertitudinii măsurării.
- Exactitatea măsurarii reprezintă concordanța dintre o valoare măsurată a mărimii și o valoare reală a mărimii pentru un măsurand.
- Factorul de acoperire este un număr mai mare decât unu cu care se înmulțește o incertitudine standard combinată a măsurării pentru a se obține o incertitudine extinsă.
- Justețea măsurării reprezintă concordanța dintre media unui număr infinit de valori măsurate multiplicate ale mărimii și o valoare de referință a mărimii.
- Precizia măsurării este concordanța dintre indicații sau valori măsurate ale mărimii obținute prin măsurări repetate ale aceluiași obiect sau ale unor obiete similare, în condiții specificate.
- Precizia intermediară de măsurare este precizia măsurării în condiții de măsurare cu precizie intermediară.
- Reglarea unui sistem de măsurare reprezintă un set de operații la un sistem de măsurare astfel încât acesta să furnizeze indicațiile prescrise corespunzătoare unor valori date ale unei mărimi care trebuie măsurată.
- Reglarea la zero a unui sistem de măsurare este reglarea unui sistem de măsurare astfel încât acesta să furnizeze o indicație zero corespunzând valorii zero a unei mărimi ce trebuie măsurată.
- Selectivitatea unui sistem de măsurare reprezintă proprietatea unui sistem de măsurare, utilizându-se o procedură de măsurare specificată, prin care sistemul furnizează valori măsurate ale mărimii pentru unul sau mai mulți măsuranzi, astfel încât valorile fiecărui măsurand sunt independente în raport cu alți măsuranzi sau cu alte mărimi legate de fenomenul, corpul sau substanța în curs de investigare.